# Liesjärvi (sjö i Norra Savolax, lat 63,03, long 27,03)
Liesjärvi är en sjö i Finland. Den ligger i kommunerna Tervo och Kuopio i landskapet Norra Savolax, i den centrala delen av landet, 300 km norr om huvudstaden Helsingfors. Liesjärvi ligger 107,4 meter över havet. I omgivningarna runt Liesjärvi växer i huvudsak blandskog. Den är 7,9 meter djup. Arean är 3,15 kvadratkilometer och strandlinjen är 25,23 kilometer lång. Sjön  ingår i Kymmene älvs huvudavrinningsområde. 